# Кизилга
Кизилга́ (рос. Кызылга, башк. Ҡыҙылғы) — село у складі Чишминського району Башкортостану, Росія. Входить до складу Чувалкіповської сільської ради.
Населення — 61 особа (2010; 70 у 2002).
Національний склад:
- татари — 90 %